# Un aller pour l'enfer

Un aller pour l'enfer (Belly of the Beast) est un film américano-hong-kongais de Tony Ching Siu-tung, sorti en 2003, avec Steven Seagal.

## Synopsis
Jack Hopper, un ancien agent de la CIA part à la recherche de sa fille kidnappée en Thaïlande par un groupe de terroristes.

## Fiche technique
- Titre original : Belly of the Beast
- Titre français : Un aller pour l'enfer
- Titre québécois : Le ventre de la bête
- Réalisateur : Tony Ching Siu-tung
- Scénariste : James Townsend
- Producteurs : Steven Seagal, Gary Howsam, George Furla, Randall Emmett, Jamie Brown
- Productions : Century Time Ltd, GFT Entertainment, Salon Films, Studio Eight.
- Année : 2003
- Durée : 88 minutes
- Origine : Hong-Kong, États-Unis
- Genre : Action
- Budget : 18 000 000 $

### Distribution
- Steven Seagal : Jack Hopper
- Byron Mann : Sunti
- Monica Lo : Lulu
- Tom Wu : Général Jantapan
- Sara Malakul Lane : Jessica Hopper
- Patrick Robinson : Leon Washington
- Vincent Riotta (en) : Fitch McQuad
- Norman Veeratum : Suthep
- Elidh MacQueen : Sara Winthorpe
- Siu Tung Chan : Kong
- Kevork Malikyan : Fernand Zadir
- Pongpat Wachirabunjong : Mongkol
- Alastair Vardy et Andy Adam : Agents de sécurité
- Shahkritt Yamnarm : Brice
- Max Ruddock : Russel
- Martin McDougall : Tom Collins
- Nicolas Rochette : Homme masqué
- Ian Robison : Tom Blake
- Colin Stinton : Jim Cox
- Akaluk Oisingo : Chauffeur de taxi
- Wannakit Siriput : Tommy Taipei
- Malin Moberg : Femme dans la piscine